# 공수레인저훈련여단
공수레인저훈련여단(Airborne and Ranger Training Brigade (ARTB))는 조지아주 포트 무어에  있는 미국 육군 훈련교리사령부의 군사 교육 및 훈련여단이다. 여단 산하의 제4, 5, 6레인저대대는 레인저학교의 각 단계와 정찰감시지도자 과정(RSLC)을, 제507보병연대 1대대는 공수학교에서 기본강하과정, 강하조장, 선도병, 실버 윙 과정을 맡고 있다.

## 역사
1950년 9월, 6.25 전쟁에 투입할 레인저중대를 육성하기 위한 레인저훈련사령부로 시작되었다. 사령부는 얼마안가 1951년 10월 10일에 보병학교의 분과인 레인저부로 교체되었다.
1952년 3월 1일, 개인 과정을 개설하였다.
1985년 10월 23일, 제507낙하산보병연대가 미국 육군 연대시스템에 맞게 재편성되었다. 제507보병연대 1대대는 훈련교리사령부로 전속하여 공수학교에서 본부 및 본부중대는 강하조장과 선도병 과정, A, B, C중대는 기초 공수과정, E중대는 낙하산 포장사 과정을 배정받았다.
1987년 11월 1일, 레인저과는 레인저훈련여단으로 확장되어 3개 레인저 훈련대대가 창설되었다. 다만, 이 3개 레인저 훈련대대는 제2차 세계 대전에서 활약한 제4,5,6레인저대대와는 계보가 이어지지 않는다.

## 부대

휘장
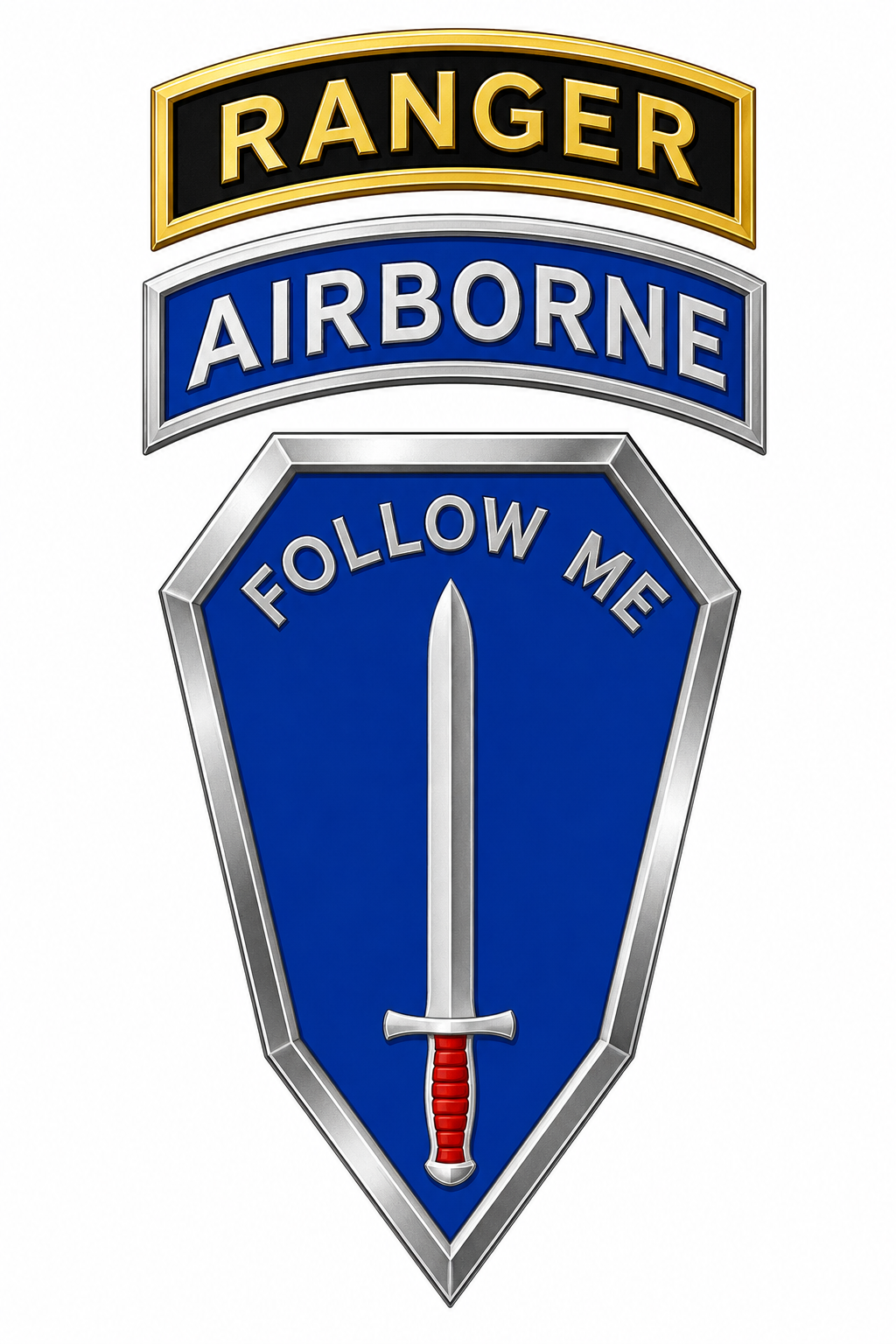
공수 및 레인저 훈련여단(ARTB)의 SSI
공수 및 레인저 훈련여단(ARTB)의 배레 플래시
옛 레인저부의 Recognition Bar
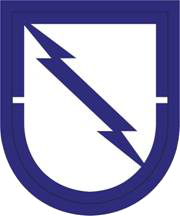
제507보병연대, 1대대 (공수학교)

- 제4레인저대대 - 포트 무어 (무어 단계)
- 제5레인저대대 - 캠프 로저스/캠프 다비 (산악 단계)[2]
- 제6레인저대대 - 캠프 제임스 E. 루들러 (플로디아 단계)
- 제507보병연대, 1대대 - 공수학교, 모든 낙하산 과정

## 계보
- 1950년 9월 1일, Ranger Training Command→레인저훈련사령부
- 1951년 10월 10일, Ranger Department→레인저부
- 1987년 11월 1일, Ranger Training Brigade→레인저훈련여단
- 1994년, Airborne and Ranger Training Brigade→공수레인저훈련여단

## 같이 보기
- 미국 육군 레인저
- 낙하산병

## 참고
1. ↑  Krivdo, Michael E. (2021년 1월 6일). “75th Anniversary of the deactivation of the 6th Ranger Battalion” (영어). USASOC History Office. 2021년 1월 26일에 확인함.
2. ↑  “5th Ranger Training Battalion”. 《Fort Moore》 (미국 영어). 2023년 6월 9일에 원본 문서에서 보존된 문서. 2024년 8월 29일에 확인함.